# Apple A9X
Apple A9X — 64-битный 2-ядерный ARM-микропроцессор с архитектурой ARMv8 компании Apple из серии Apple Ax, изготавливаемый по техпроцессу 16-нм FinFET+ на заводах TSMC.

## Описание
Процессорное ядро "Twister", использующееся в A9X, представляет собой третье поколение 64-битных ARM-ядер разработки Apple. Ядра работают на частотах до 2,26 ГГц.
По сравнению с чипом Apple A8X, в два раза была увеличена пропускная способность памяти. По заявлению Apple, новый чип имеет в 1.8 раза более высокую производительность в офисных задачах, чем A8X, использовавшийся в частности в iPad Air 2.
Площадь чипа по оценкам Chipworks составляет 147 мм2.
Используется встроенный 3D-ускоритель PowerVR Series7 с 12 кластерами. Память LPDDR4 подключается к системе по шине шириной 128 бит, суммарная пропускная способность оценивается в 51,2 ГБ/с.
Чип содержит в себе сопроцессор M9 для обработки данных с датчиков.
Независимые эксперты подтверждают тот факт, что Apple A9X по мощности приблизился к чипам Intel Core M.

## Применение
Устройства, использующие процессор Apple A9X:
- iPad Pro 12,9-дюймовый экран[10] — ноябрь 2015 — июнь 2017;
- iPad Pro 9,7-дюймовый экран[11] — март 2016 — июнь 2017.